# Eugene Turner
Pour les articles homonymes, voir Turner.
Eugene Turner, né le 26 novembre 1920 à Los Angeles (Californie) et mort le 14 janvier 2010 à Yountville (Californie), est un patineur artistique américain. Il est triple champion des États-Unis, en individuel en 1940 et 1941, et en couple en 1941 avec Donna Atwood.

## Biographie

### Carrière sportive
Eugene Turner naît et grandit à Los Angeles, où il est diplômé du lycée John Marshall, et passe la majeure partie de sa vie et de sa carrière dans le nord de la Californie.
Il pratique le patinage en individuel, en couple artistique et en danse sur glace. Il remporte le titre masculin aux championnats des États-Unis de 1940 et 1941 ; le titre en couple en 1941 avec sa partenaire Donna Atwood ; et devient vice-champion national de danse sur glace en 1941 avec Elizabeth Kennedy. Autodidacte avec le Los Angeles Figure Skating Club, il est le premier patineur de l'ouest du Mississippi à remporter un titre senior américain.
Il représente son pays à deux championnats nord-américains (1939 à Toronto et 1941 à Philadelphie où il obtient les médailles d'agent en individuel et en couple). Toutefois il ne participe jamais ni aux mondiaux ni aux Jeux olympiques d'hiver en raison du Second conflit mondial qui annule toutes les compétitions mondiales et olympiques entre 1940 et 1946.
Il arrête les compétitions sportives en 1941.

### Reconversion
Eugene Turner passe tout de suite professionnel dès 1942 en s'associant à Sonja Henie lors d'une tournée de spectacles sur glace et dans son film Iceland. En 1943, il est le double de patinage de Patric Knowles dans la comédie d'Abbott et Costello, Deux Nigauds dans la neige, et participe au film Silver Skates de Leslie Goodwins.
Pendant la guerre, Eugene Turner sert comme lieutenant dans l'United States Army Air Forces, pilotant un P-47 Thunderbolt monoplace depuis des bases en France, pour plus de soixante missions contre les forces allemandes.
Après la guerre, il redevient double de patinage de Cary Grant dans Honni soit qui mal y pense en 1948. Mais c'est surtout en tant qu'entraîneur, pendant soixante ans, qu'il va engager sa reconversion. Il enseigne ou met en place des programmes notamment pour Allen Schramm, Dudley Richards, Karol Kennedy, Peter Kennedy, Catherine Machado, Richard Dwyer, Tim Brown, Andree Anderson, Lorin O'Neil Caccamise et Tenley Albright. Il est aussi l'auteur d'un livre, "The Skaters", et le magazine Skating publie ses chroniques dans les années 1980.

### Hommage
Eugene Turner est intronisé au Temple de la renommée du patinage artistique américain en 1983 et au Temple de la renommée des entraîneurs de la Professional Skaters Association en 2012.

## Palmarès
- En couple artistique avec Donna Atwood
- En danse sur glace avec Elizabeth Kennedy

| Compétitions en individuel                                                 | 1939 | 1940 | 1941 |  |  |  |  |  |  |  |  |  |  |  |  |  |
| Jeux olympiques d'hiver                                                    |      | JA   |      |  |  |  |  |  |  |  |  |  |  |  |  |  |
| Championnats du monde                                                      |      | CA   | CA   |  |  |  |  |  |  |  |  |  |  |  |  |  |
| Championnats d'Amérique du Nord                                            | 5e   |      | 2e   |  |  |  |  |  |  |  |  |  |  |  |  |  |
| Championnats des États-Unis                                                | 3e   | 1er  | 1er  |  |  |  |  |  |  |  |  |  |  |  |  |  |
|                                                                            |      |      |      |  |  |  |  |  |  |  |  |  |  |  |  |  |
| Compétitions en couple                                                     | 1939 | 1940 | 1941 |  |  |  |  |  |  |  |  |  |  |  |  |  |
| Jeux olympiques d'hiver                                                    |      | JA   |      |  |  |  |  |  |  |  |  |  |  |  |  |  |
| Championnats du monde                                                      |      | CA   | CA   |  |  |  |  |  |  |  |  |  |  |  |  |  |
| Championnats d'Amérique du Nord                                            |      |      | 2e   |  |  |  |  |  |  |  |  |  |  |  |  |  |
| Championnats des États-Unis                                                |      |      | 1er  |  |  |  |  |  |  |  |  |  |  |  |  |  |
|                                                                            |      |      |      |  |  |  |  |  |  |  |  |  |  |  |  |  |
| Compétitions en danse sur glace                                            | 1939 | 1940 | 1941 |  |  |  |  |  |  |  |  |  |  |  |  |  |
| Championnats des États-Unis                                                |      |      | 2e   |  |  |  |  |  |  |  |  |  |  |  |  |  |
| Légende : CA = Championnats annulés ; JA = Jeux olympiques d'hiver annulés |      |      |      |  |  |  |  |  |  |  |  |  |  |  |  |  |